# Hästskogölen
Hästskogölen är en sjö i Askersunds kommun i Närke och ingår i Motala ströms huvudavrinningsområde. Sjöns area är 0,0045 kvadratkilometer och den är belägen 180 meter över havet.